# Episodi de I segreti di Sulphur Springs (terza stagione)
La terza stagione della serie televisiva I segreti di Sulphur Springs (Secrets of Sulphur Springs), composta da otto episodi, è stata trasmessa negli Stati Uniti su Disney Channel dal 24 marzo al 5 maggio 2023.
In Italia arriverà inedita su Disney+.
| nº | Titolo originale      | Titolo italiano               | Prima TV USA   | Pubblicazione Italia |
| -- | --------------------- | ----------------------------- | -------------- | -------------------- |
| 1  | Time Won't Let Me     | Il tempo non me lo permetterà | 24 marzo 2023  |                      |
| 2  | Time in a Crystal     | Il tempo in un cristallo      | 24 marzo 2023  |                      |
| 3  | Closing Time          | Il momento di chiudere        | 31 marzo 2023  |                      |
| 4  | Bad Judge of Time     | Cattivo giudice del tempo     | 7 aprile 2023  |                      |
| 5  | Time Waits for No One | Il tempo non aspetta nessuno  | 14 aprile 2023 |                      |
| 6  | Time Reveals All      | Il tempo rivela tutto         | 21 aprile 2023 |                      |
| 7  | Scream Time           | Il momento di urlare          | 28 aprile 2023 |                      |
| 8  | Nick of Time          | Il momento critico            | 5 maggio 2023  |                      |